# لاشا توتادزه
لاشا توتادزه (گرجی: ლაშა თოთაძე؛ زادهٔ ۲۴ اوت ۱۹۸۸ در آخالتسیخه)، بازیکن فوتبال گرجی‌ است که در پست مدافع بازی می‌کند.